# ジェシー・ニューベリー
ジェシー・ニューベリー（Jessie Newbery、または Jessie Wylie Newbery、1864年5月28日 - 1948年4月27日）はスコットランドの美術家である。刺繡作品を制作し、グラスゴー美術学校で刺繡を教えた 。19世紀末、グラスゴーで活動した、女性画家、デザイナーのグループ、「グラスゴー・ガールズ」の一人である。グラスゴー美術学校の校長であるフランシス・ヘンリー・ニューベリーと結婚した。

## 略歴
スコットランド・レンフルーシャーのペイズリーのショール製造者の娘に生まれた。18歳の時、イタリアに旅し、布地のデザインや装飾芸術に興味を持った。1884年にグラスゴー美術学校に入学した。それまで美術学校で刺繡は教えられていなかったが、刺繡作品を制作し、建築家のチャールズ・レニー・マッキントッシュを中心に装飾美術に取り組む「4人組」の作品において、室内装飾のアイテムとしてジェシー・ニューベリーの刺繡作品は採用された。1889年にグラスゴー美術学校の校長であるフランシス・ヘンリー・ニューベリーと結婚した。
1894年からグラスゴー美術学校に初めて作られた縫製と刺繡のクラスで教え始め、刺繡を職業とするために学ぶ女性や、20世紀に入る頃スコットランドの教育省が、スコットランドの学校で刺繡を授業科目に取り入れる方針を発表したので、刺繡の教師の資格を得るために受講する学生を教えた 。女子学生の増加に貢献し、土曜日に開くクラスを作り100人以上の女性が参加することもあった。刺繡に革新的なデザインを導入し、作品はチャールズ・ホームが編集した美術雑誌『ステューディオ』にも取り上げられた。
刺繡とともに服飾デザインも教え、実用的で合理的な服装が美しいという信念を持っていて、当時としては「前衛的」で「過激」なスタイルと見なされていた。1896年からはモザイク画、1895年からはエナメル画、1899年から、本の装丁技術も教えた。
グラスゴー女性芸術家協会(Glasgow Society of Lady Artists)の熱心なメンバーで、友人の芸術家や学生を後援し、女性アーティストのための展示会や活動場所を提供した。女性の地位向上を願い、女性社会政治同盟(Women's Social and Political Union)の会員になり、1910年にグラスゴーで開かれた「Grand Suffrage Bazaar」に助手のアン・マクベスと参加し、女性参政権の旗なども制作した 。
1908年に病気のため美術学校の仕事を辞め、後任には助手のアン・マクベスが就いた 。引退後も作品の制作は続け、1911年にグラスゴーで開かれた国際展(Scottish Exhibition of National History, Art and Industry)などへの展示会への出展は続けた。

## 作品

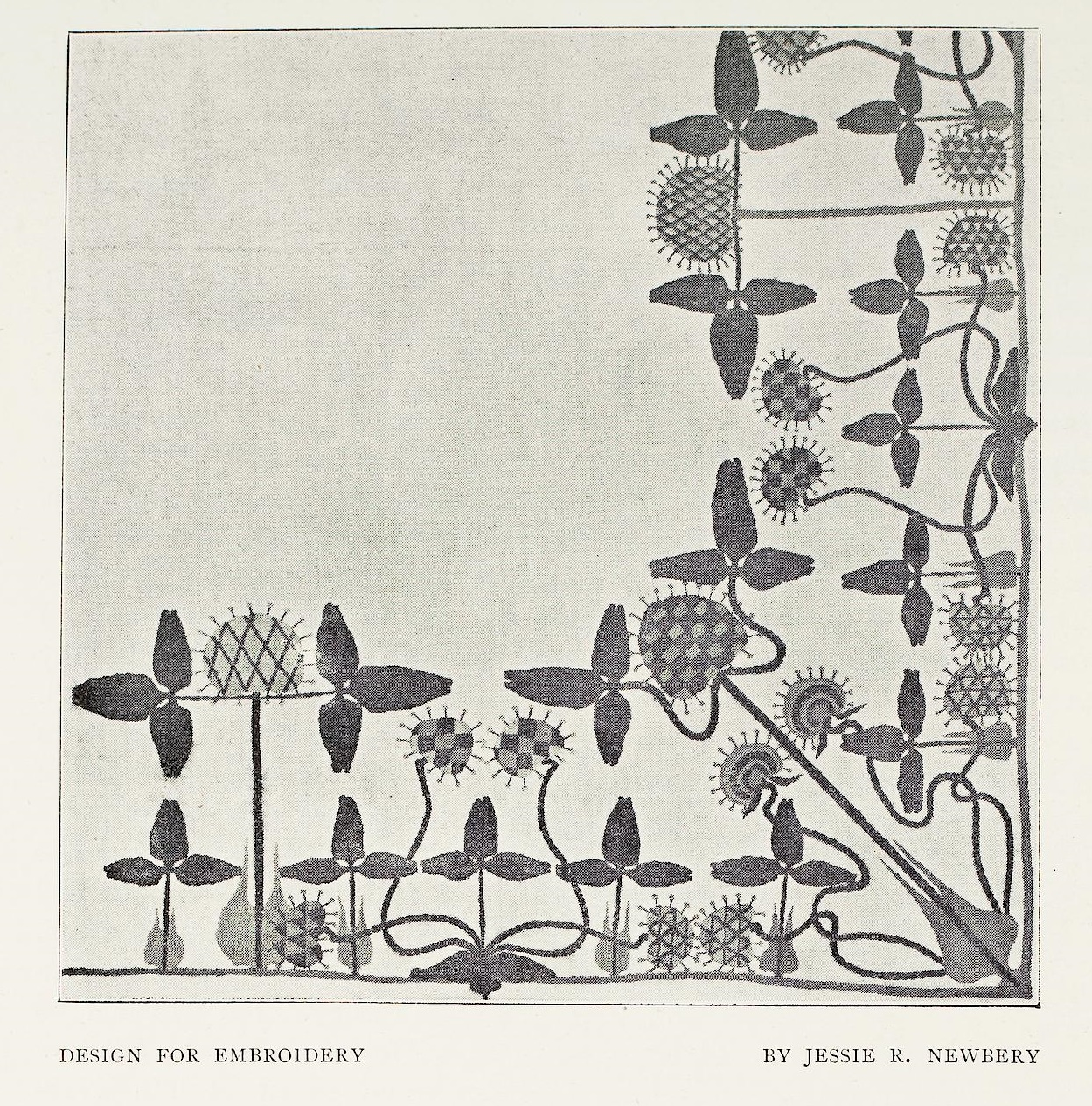
1898年に美術雑誌『ステューディオ』に掲載された作品の図
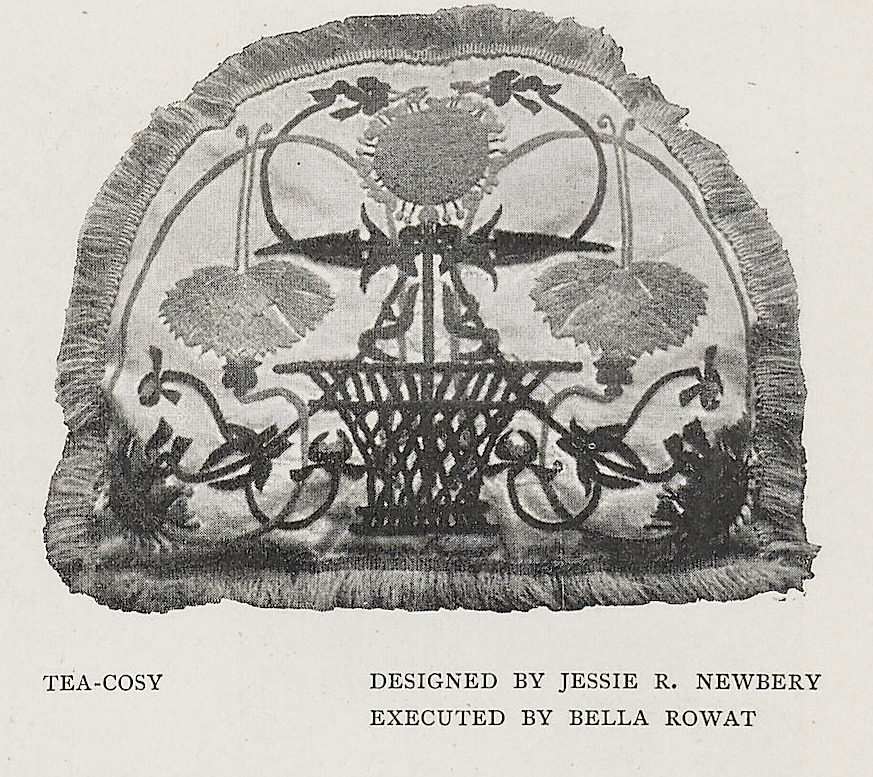
1899年に『ステューディオ』に掲載されたティーポットカバー

## 関連図書
- Oxford Dictionary of National Biography